# Gangesdelta

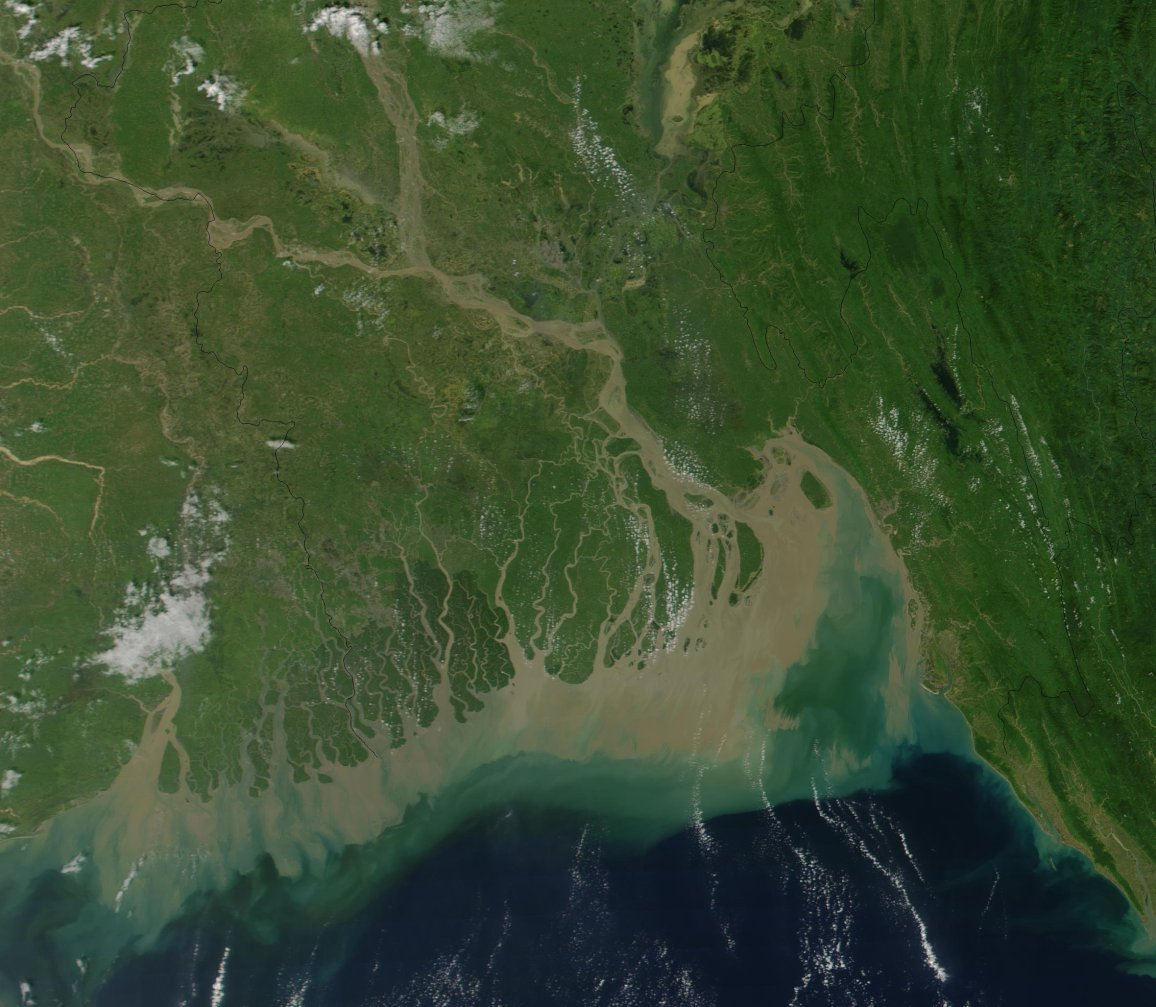
Gangesdelta aus dem Orbit

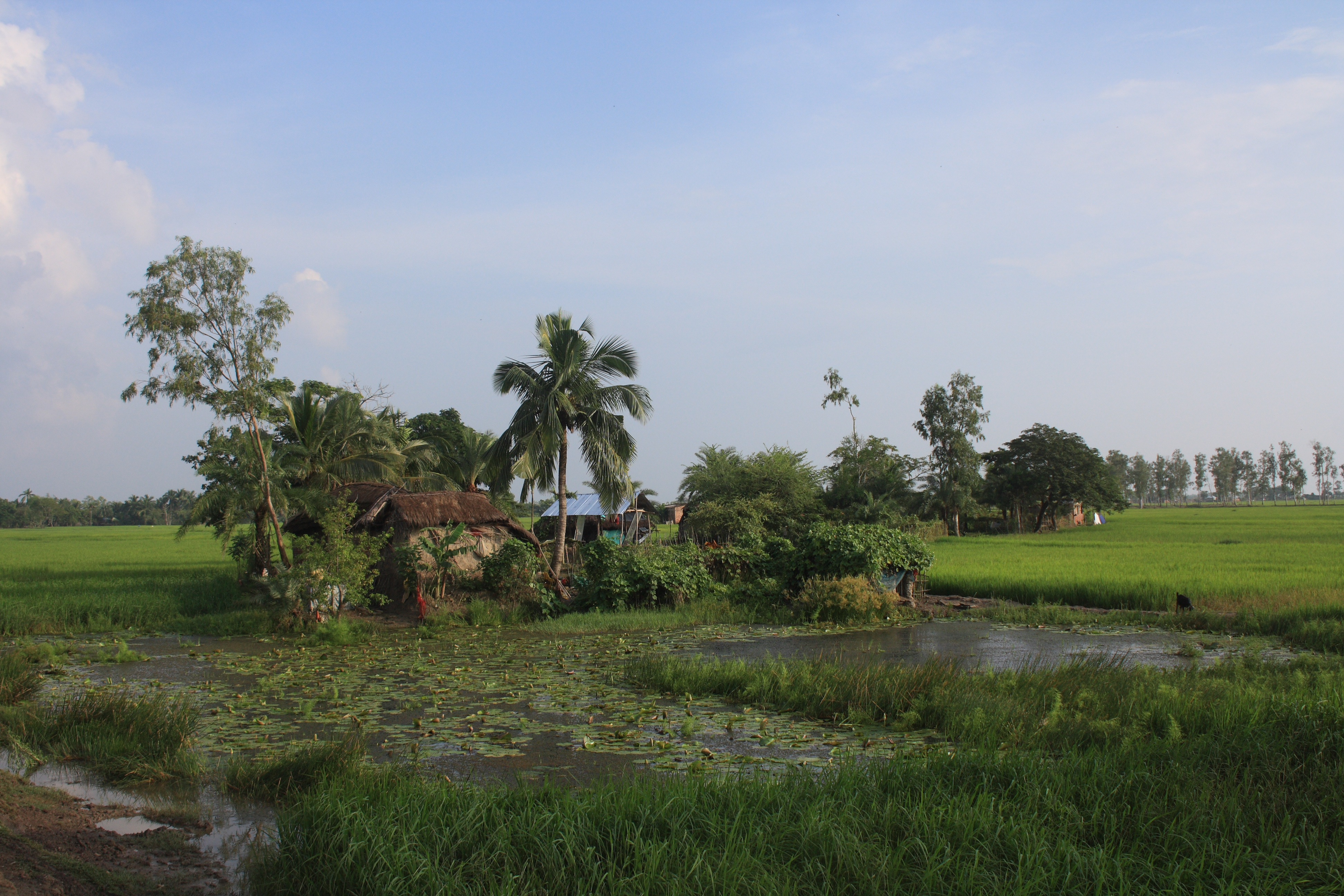
Palmen, Reis, grün, flach, mit Tümpeln durchsetzt – typisches Landschaftsbild im Gangesdelta

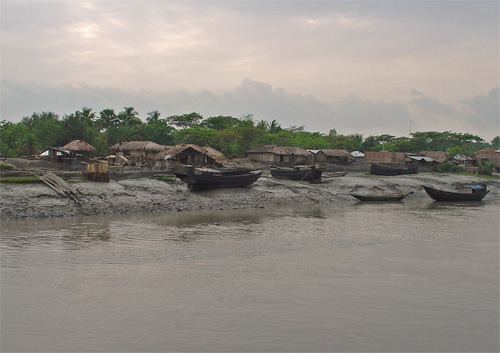
Fischerdorf in den Sundarbans

Das Gangesdelta (auch Ganges-Brahmaputra-Delta oder Bengal-Delta genannt) ist das weltweit größte Flussdelta und liegt in der südasiatischen Region Bengalen. Sein Einzugsgebiet erstreckt sich über Indien, die Volksrepublik China, Bhutan, Nepal, Myanmar (Birma) und Bangladesch.

## Flüsse
Das Gangesdelta entsteht durch den Zusammenfluss der Hauptflüsse Brahmaputra, Ganges und Meghna und besteht aus rund 240 – in ihrem Lauf mehr oder weniger konstanten – Flüssen. Der Brahmaputra, in seinem Unterlauf Jamuna genannt, bringt die größte Wassermenge der drei Hauptflüsse (des Himalaya) ein und bildet zunächst gemeinsam mit dem Ganges den Flussarm Padma, der wiederum in die Meghna fließt. Diese mündet in den Golf von Bengalen. Das Gangesdelta hat die für Flussdeltas typische Dreiecksform. Insgesamt bedeckt es eine Fläche von ca. 140.000 km² (110.000 km² dauerhaft) und ist somit etwa doppelt so groß wie das Mississippi-Delta.

## Landschaftsformen und Geologie
Das Gangesdelta wird in einen östlichen (aktiven) und einen westlichen (weniger aktiven) Teil unterteilt. Die Sundarbans, der weltgrößte Mangrovenwald, auf Satellitenbildern tiefgrün, ist der südlichste Teil des Gangesdeltas. Im Norden schließen sich Inseln und Halbinseln an, auf denen Landwirtschaft betrieben wird. Immer wieder kommt es wegen der Strömung zu Uferabtragungen, deren Material jedoch an anderer Stelle wieder angelagert wird; Felder und ganze Dörfer verschwinden und entstehen andernorts neu.
Die Landschaft ist bis zu einem gewissen Grad mit der deutschen Nordseeküste oder dem Rheindelta vergleichbar: Das Gebiet ist extrem flach und geprägt durch die Abwesenheit von Hügeln bis zum Horizont. Große Gebiete liegen unterhalb des Meeresspiegels, oder zumindest unterhalb des Hochwasserspiegels. Die Bewohner betreiben Deichbau, um ihre Reisfelder und Häuser vor Salzwasser zu schützen (hier herrscht ein mittlerer Tidenhub von 2,6 m bis 6 m).
Aufgrund der langsamen Strömung lagern sich im Delta sehr feine Sedimente ab, die die Flüsse aus dem Himalaya teilweise schon seit der Quelle als Gletschermilch mitgeführt haben. Daher gibt es vor allem lehmigen bis schlickigen Boden im Delta.

## Infrastruktur

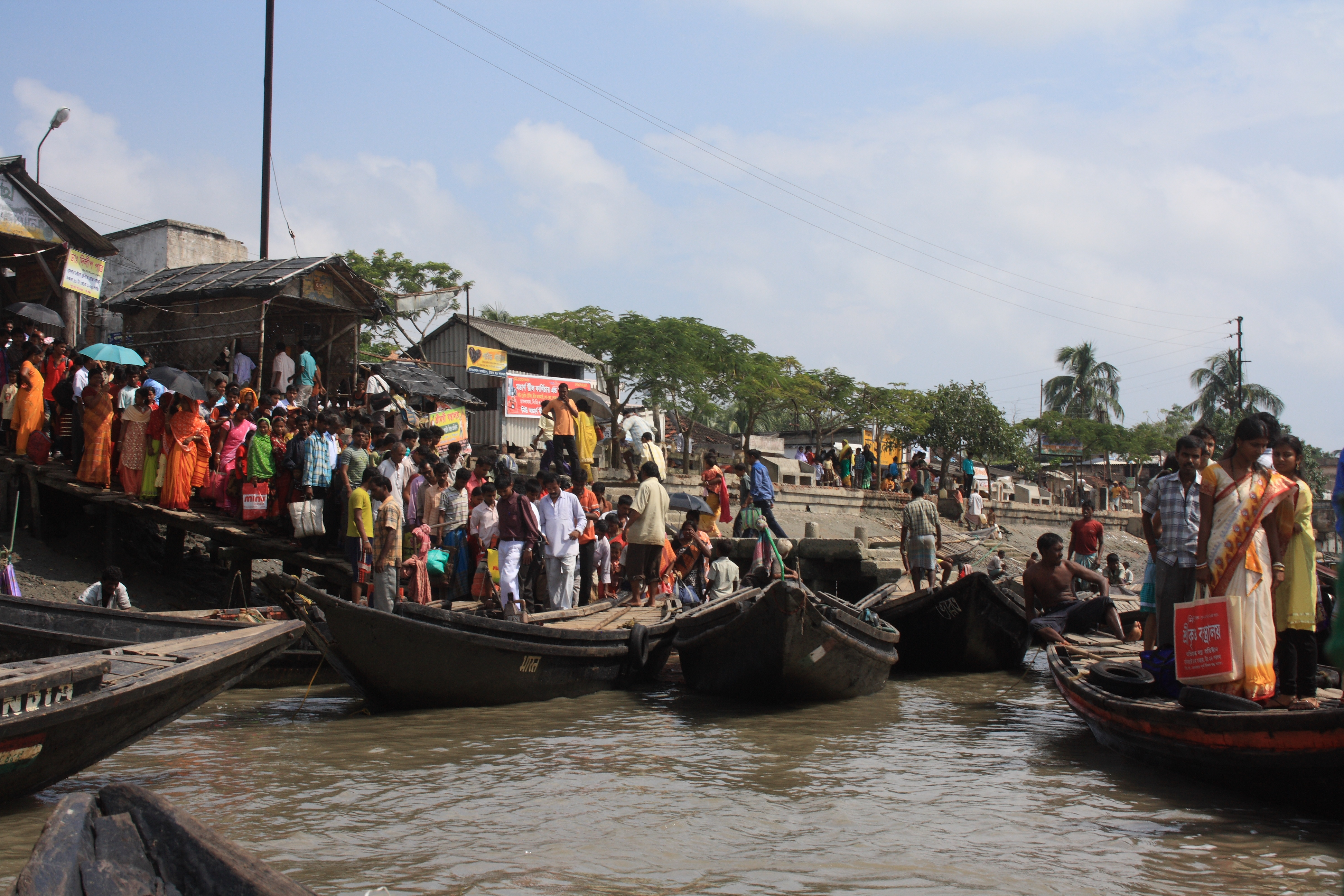
Fähren sind oft einfache Holzboote

Das Delta besteht aus einem Labyrinth von Wasserstraßen, Sümpfen, Seen und Schwemmlandinseln (Chars). Gerade die vielen kleinen Flussarme machen das Gebiet etwas unwegsam. Einige Inseln sind nur per Fähre erreichbar und teilweise noch nicht an das öffentliche Stromnetz angeschlossen, so dass viele Bewohner auf Photovoltaik zurückgreifen. Straßen und Wege müssen aufwendig mit Ziegelsteinen befestigt werden und selbst diese bieten keinen absoluten Schutz vor Abtragungen. Der Bau von Asphaltstraßen und Brücken wird jedoch in Indien vorangetrieben.

## Bevölkerung

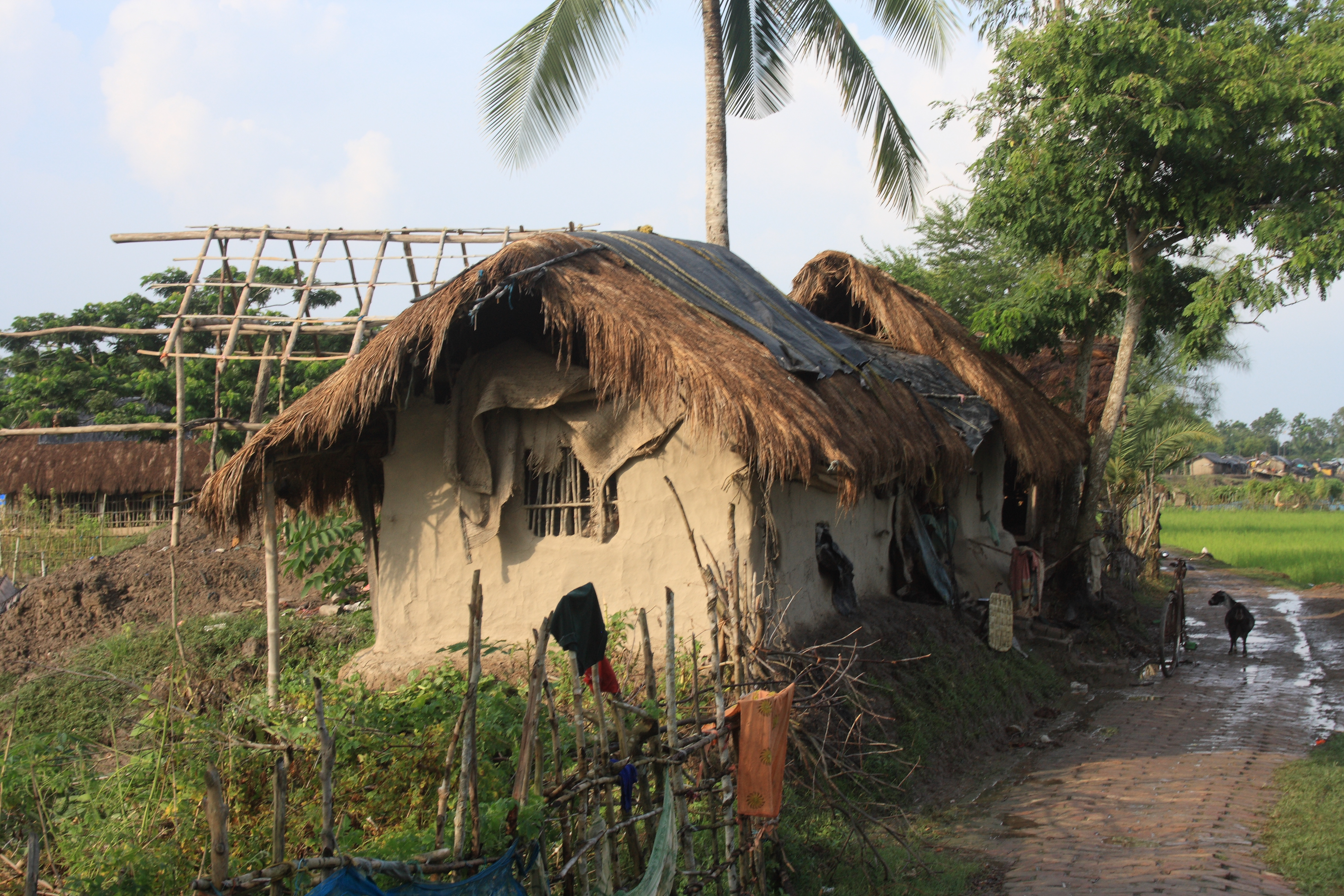
Traditionelles Bauernhaus aus Lehm

Nördlich der Sundarbans sind die Inseln bewohnt. Die Insulaner leben meistens von der Landwirtschaft, bauen Reis an und halten Vieh. Traditionell werden Häuser aus dem allgegenwärtigen Lehm mit Holzverstärkung gebaut.
Die einfachen Deiche aus Lehm sind den Sturmfluten (Zyklonen) meistens nicht gewachsen, so dass es häufig zu Deichbrüchen kommt. Die indischen Gebiete werden daher bei entsprechenden Wetterprognosen mit Hilfe der Armee geräumt. Trotz der Risiken durch Überschwemmungen und Zyklone leben im Gangesdelta über 143 Millionen Menschen. In den Jahren 1987 und 1998 forderte der Monsunniederschlag 2.550 bzw. 3.000 Menschenleben. Zwischen den Jahren 1961 und 1991 kamen infolge von 15 Zyklonen sogar 700.000 Menschen ums Leben.